# James Moriarty (biskup)
James Moriarty (ur. 13 sierpnia 1936 w Dublinie, zm. 26 marca 2022 tamże) – irlandzki duchowny rzymskokatolicki, w latach 2002-2010 biskup Kildare-Leighlin.

## Życiorys
Święcenia kapłańskie przyjął 21 maja 1961. Był m.in. duszpasterzem akademickim w University College Dublin, a także dyrektorem Catholic Marriage Advisory Centre w Dublinie.
26 czerwca 1991 został mianowany biskupem pomocniczym Dublina ze stolicą tytularną Bononia. Sakrę biskupią otrzymał 22 września 1991.
4 czerwca 2002 objął rządy w diecezji Kildare-Leighlin.
23 grudnia 2009, w związku z opublikowanym miesiąc wcześniej tzw. Raportem Murphy'ego (oskarżającym biskupów irlandzkich o bierność wobec nadużyć seksualnych duchownych) ogłosił chęć rezygnacji z urzędu. Rezygnacja została przyjęta 22 kwietnia 2010 przez papieża Benedykta XVI.